# Карміраван
Карміраван (вірм. Կարմիրավան), Кизилоба (азерб. Qızıl Oba) — село у Мартакертському районі Нагірно-Карабаської Республіки. Село розташоване на схід від міста Мартакерта.
Внаслідок Літнього наступу азербайджанських військ у 1992 р. під час Карабаської війни село було захоплене Національною армією Азербайджану. У зв'язку з захопленням села більша частина місцевого населення перетворилася у тимчасово переміщених осіб (спеціально для них було засноване село Нор Карміраван), менша частина — загинула під час бойових дій. Наразі в селі ніхто не живе. Нагірно-Карабаська Республіка вважає ці території окупованими.